# Gustav Reichardt
Gustav Reichardt (Schmasow, Alemanya, 13 de novembre de 1797 - Berlín, 18 d'octubre de 1884) fou un compositor alemany.
Fill d'un pastor protestant alemany començà els estudis teològics que simultània amb els musicals, fins que abandonà els primers per a dedicar-se per complet a l'art. Fou mestre de música del que seria emperador Frederic.
Va compondre gran nombre d'òperes, himnes i altres obres, que serven el sabor de l'antiga escola alemanya, però que manquen d'originalitat i d'inspiració. Però no els seus lieder, que posseeixen tot l'encant i poesia de les composicions d'aquest gènere, especialment el titulat Was ist des Deutschen Vaterland (1825), que aconseguí extraordinària popularitat.